# Copperbelt (Provinz)
Die Provinz Copperbelt (englisch Copperbelt Province) ist eine der zehn Provinz in Sambia. Die Provinzhauptstadt ist Ndola.

## Geografie
Die Provinz ist vor allem durch ihren Kupferbergbau bekannt. Copperbelt ist die Bezeichnung einer geologischen Großstruktur, die sich bis in die Demokratische Republik Kongo erstreckt. Die Provinz grenzt im Süden an die Zentralprovinz und im Westen an die Nordwestprovinz. Im Norden und im Osten grenzt sie an die Provinz Haut-Katanga in der Demokratischen Republik Kongo. Das Gebiet wird vom Fluss Kafue entwässert.
| Nordwestprovinz | Haut-Katanga, Demokratische Republik Kongo  | Haut-Katanga, Demokratische Republik Kongo |
| Nordwestprovinz | Kompassrose, die auf Nachbargemeinden zeigt | Haut-Katanga, Demokratische Republik Kongo |
| Nordwestprovinz | Zentralprovinz                              | Zentralprovinz                             |

Weitere Städte neben Ndola sind Kitwe, Chingola, Nchanga, Mufulira, Luanshya, Kalulushi, Chililabombwe und Chambishi. Sie sind alle von der Montanindustrie (Zechen bzw. Hütten) geprägt. Die rein ländlichen Distrikte Lufwanyama, Masaiti und Mpongwe liegen südlich und außerhalb des eigentlichen Copperbelt. Die Copperbelt-Provinz hat 2.757.539 Einwohner (Zensus 2022) und umfasst 31.328 km².
Bis 1969 lautete der Provinzname Western Province. Mit der Umbenennung übertrug man diesen Namen auf die bisher als Barotseland bezeichnete und heutige Westprovinz.

## Kultur
Der Zuzug afrikanischer Bergleute und Hüttenarbeiter seit den 1940er-Jahren von über siebzig Sprachgruppen führte dazu, dass die Sprache der kopfreichsten Zuwanderergruppe, das ChiBemba, dort eine „Lingua Franca“ der Arbeiterschaft wurde, zum Teil auch kreolisiert (ChiKoppabeluti).
Auch entstand neues Brauchtum wie der Kalela-Tanz.

## Bergbau
Nach der Unabhängigkeit erwarb Sambia über die staatliche Zambia Consolidated Copper Mines (ZCCM) 60 % der Anteile am nationalen Kupferbergbau und -verhüttung. Die Beschäftigung von Sambiern wurde forciert, ZCCM konnte diesen jedoch nicht Löhne und Gehälter der Weißen bezahlen. Über die CIPEC, zu der sich 1967 vier große afrikanische und lateinamerikanische Kupferstaaten zusammengeschlossen hatten, versuchte die Regierung Sambias, die Preisgestaltung auf dem Weltmarkt wie die OPEC für Öl mitbestimmen zu können. Das scheiterte. Als die Preise für Kupfer in den 1970er-Jahren zu fallen begannen, versuchte die Regierung, mit Krediten die Baisse auszugleichen, musste sich in den 1980er-Jahren aber harte Bedingungen von Weltbank und IMF diktieren lassen, die vor allem Privatisierung und Steuersystem betrafen.
Der Fall der Kupferpreise auf dem Weltmarkt ab den 1970er-Jahren und ihr Tiefststand in den 1990er-Jahren hat im Copperbelt tiefe soziale Verwerfungen verursacht. Vor allem durch die Privatisierung versuchte die Regierung Sambias die Schulden auf die neuen Eigentümer abzuwälzen. Damit öffnete sich eine Spirale nach unten. Über die Hälfte der Arbeitsplätze ging verloren. Luanshya wurde ein Beispiel dafür. Infrastruktur verfiel, die Bautätigkeit kam zum Erliegen. Illegale Siedlungen bildeten sich in den umliegenden Wäldern, auf stillgelegten Bergbauflächen und auf verseuchten Abraumhalden. Viele Menschen lebten wieder von Subsistenz. Die informellen Sektoren weiteten sich überall im Kupfergürtel aus. Die Zahl der formal im Bergbau Beschäftigten lag bei 34.966 im Jahr 2001.
Seit 2005 wendet sich das Blatt etwas. Die Zahl der formal im Bergbau Beschäftigten stieg auf 51.000 im Jahr 2006. Der Kobaltmarkt wächst um vier Prozent im Jahr. Die Preise liegen hoch. Doch Kobalt macht kaum ein Zehntel der Kupferförderung aus, deren Nebenprodukt es ist.

## Böden
Die Böden im Copperbelt, dem sambischen Plateau, sind über Tausende von Quadratkilometern relativ einheitlich. Sie sind rot, gelblich braun und grau, was mit dem Gehalt von Eisenoxiden zusammenhängt. Sie sind Verwitterungsprodukte von Gneis. Die Fruchtbarkeit der Böden ist sehr unterschiedlich. Die Böden in Lufwanyama sind wenig ertragreich, anders als die Böden in Masaiti und Mpongwe. Die übrigen Distrikte sind von Landwirtschaft außerhalb der Subsistenz wenig geprägt.

## Distrikte

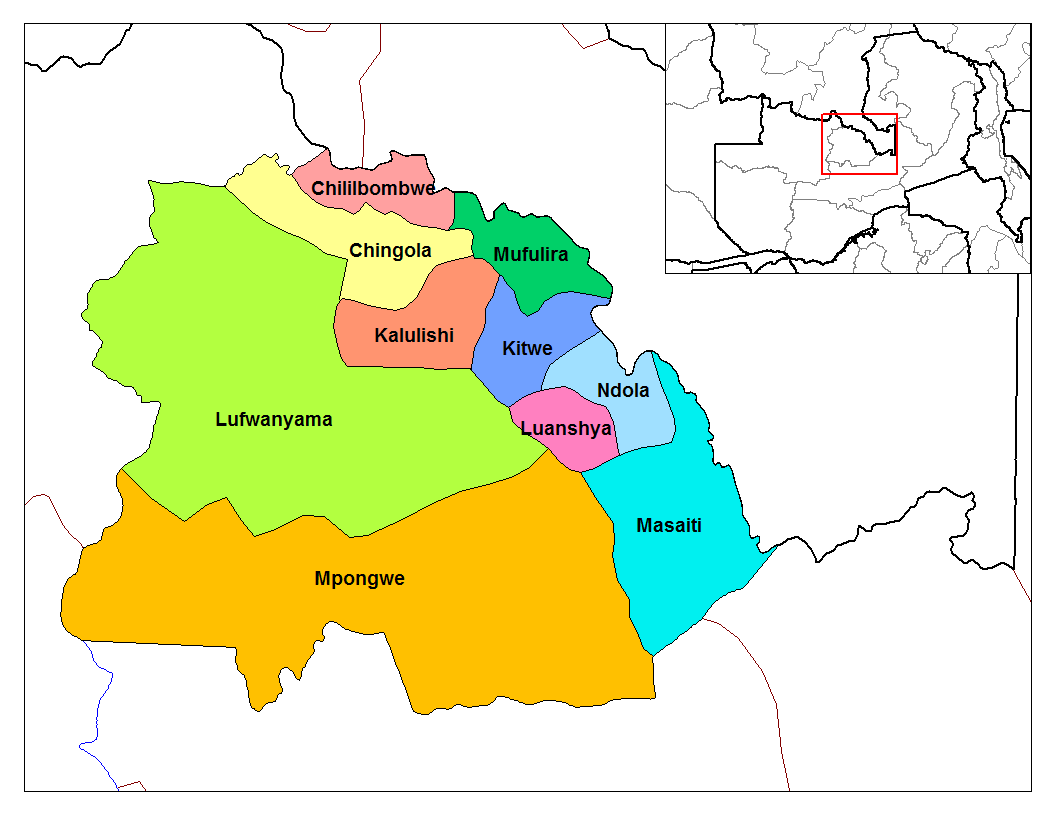
Distrikte der Provinz Copperbelt

Die Provinz besteht aus zehn Distrikten (Stand 2022):
| Distrikt      | Fläche in [km²] | Einwohner 2010 | Einwohner 2022 | Durchschnittliche jährliche Wachstumsrate [%] | Bevölkerungsdichte 2022 [Einwohner/km²] |
| ------------- | --------------- | -------------- | -------------- | --------------------------------------------- | --------------------------------------- |
| Chililabombwe | 1026            | 91.833         | 141.899        | 3,7                                           | 138                                     |
| Chingola      | 1744            | 216.626        | 299.936        | 2,7                                           | 172                                     |
| Kalulushi     | 1038            | 100.381        | 170.701        | 4,5                                           | 164                                     |
| Kitwe         | 813             | 517.543        | 661.901        | 2,1                                           | 814                                     |
| Luanshya      | 932             | 156.059        | 211.966        | 2,6                                           | 227                                     |
| Lufwanyama    | 11.451          | 78.503         | 133.060        | 4,5                                           | 12                                      |
| Masaiti       | 3697            | 103.857        | 177.829        | 4,6                                           | 48                                      |
| Mpongwe       | 8389            | 93.380         | 135.486        | 3,2                                           | 16                                      |
| Mufulira      | 1279            | 162.889        | 200.182        | 1,7                                           | 157                                     |
| Ndola         | 959             | 451.246        | 624.579        | 2,7                                           | 651                                     |
| Gesamt        | 31.328          | 1.972.317      | 2.757.539      | 2,8                                           | 88                                      |

## Demografie
| Jahr | Einwohnerzahl |
| ---- | ------------- |
| 1969 | 816.309       |
| 1980 | 1.251.178     |
| 1990 | 1.427.545     |
| 2000 | 1.581.221     |
| 2010 | 1.972.317     |
| 2015 | 2.362.207     |
| 2022 | 2.757.539     |